# 1935 في السلفادور
فيما يلي قوائم الأحداث التي وقعت خلال عام 1935 في السلفادور.

## سياسة

### انتهاء فترة المنصب
- 1 مارس – أندريس اجناسيو مينينديز رئيس السلفادور.

## مواليد

### مارس
- 12 مارس – خوان فرنسيسكو بارازا لاعب كرة قدم سلفادوري.

## وفيات

### ديسمبر
- 10 ديسمبر – بيو روميرو بوسكي (مواليد 1860) سياسي سلفادوري.